# Pittsfield (New Hampshire)
Pittsfield is een plaats (town) in de Amerikaanse staat New Hampshire, en valt bestuurlijk gezien onder Merrimack County.

## Demografie
Bij de volkstelling in 2000 werd het aantal inwoners vastgesteld op 3931.

## Geografie
Volgens het United States Census Bureau beslaat de plaats een oppervlakte van 61,8 km², waarvan 61 km² land en 0,8 km² water.

## Plaatsen in de nabije omgeving
De onderstaande figuur toont nabijgelegen plaatsen in een straal van 32 km rond Pittsfield.